# Fort de Santa Maria da Arrábida
Le fort de Santa Maria da Arrábida, ou Fort Nossa Senhora da Arrábida, Fort de Portinho da Arrábida, est une fortification militaire situé au pied du versant sud de la Serra de l'Arrábida sur la rive nord du Sado, dans la freguesia de  Portinho da Arrábida (pt), sur le territoire de la municipalité de Setúbal (district de Setúbal, Portugal),.
Avec le fort de Santiago de Sesimbra, auquel étaient subordonnées : le fort de Santiago do Outão, le fort de São Teodósio da Ponta do Cavalo et le fort de Nossa Senhora do Cabo, il complète l'ensemble des fortifications du XVIIe siècle construites pendant la guerre de Restauration portugaise.
Il abrite actuellement le musée océanographique Luís de Saldanha.  
Il est classé Immeuble d'intérêt public (Catégorie IIP)  depuis 1977.

## Historique
Le site prit des dimensions religieuses à partir de 1250, lorsque, selon la tradition, Hildebrand, un marchand des îles britanniques, construisit une petite chapelle dédiée à Notre-Dame, en remerciement du miracle qui le sauva d'un naufrage à cet endroit.
Dans la première moitié du XVIe siècle, entre 1539 et 1542,Jean de Lancastre (pt) (1501-1571), 1er duc d'Aveiro, construisit le couvent d'origine, offert au frère franciscain espagnol Martinho de Santa Maria, qui souhaitait y vivre en ermite. Les travaux se poursuivirent entre la seconde moitié du XVIe siècle et la première moitié du XVIIe siècle, grâce à la dévotion des IIème et IIIème ducs d'Aveiro, à qui l'on doit l'auberge et les stations de la Passion, et celle de la belle-fille du IIème duc. Au milieu du XVIIe siècle, le IVème duc d'Aveiro promut la construction de la chapelle du Bom Jesus.
Au XIXe siècle, avec l'extinction des ordres religieux au Portugal, les installations du couvent furent abandonnées par les frères franciscains (1834) et acquises par les ducs de Palmela (1863). À la fin du XXe siècle, elles furent acquises par la Fondation Oriente (1990), qui les requalifia en espace culturel.

## La fortification

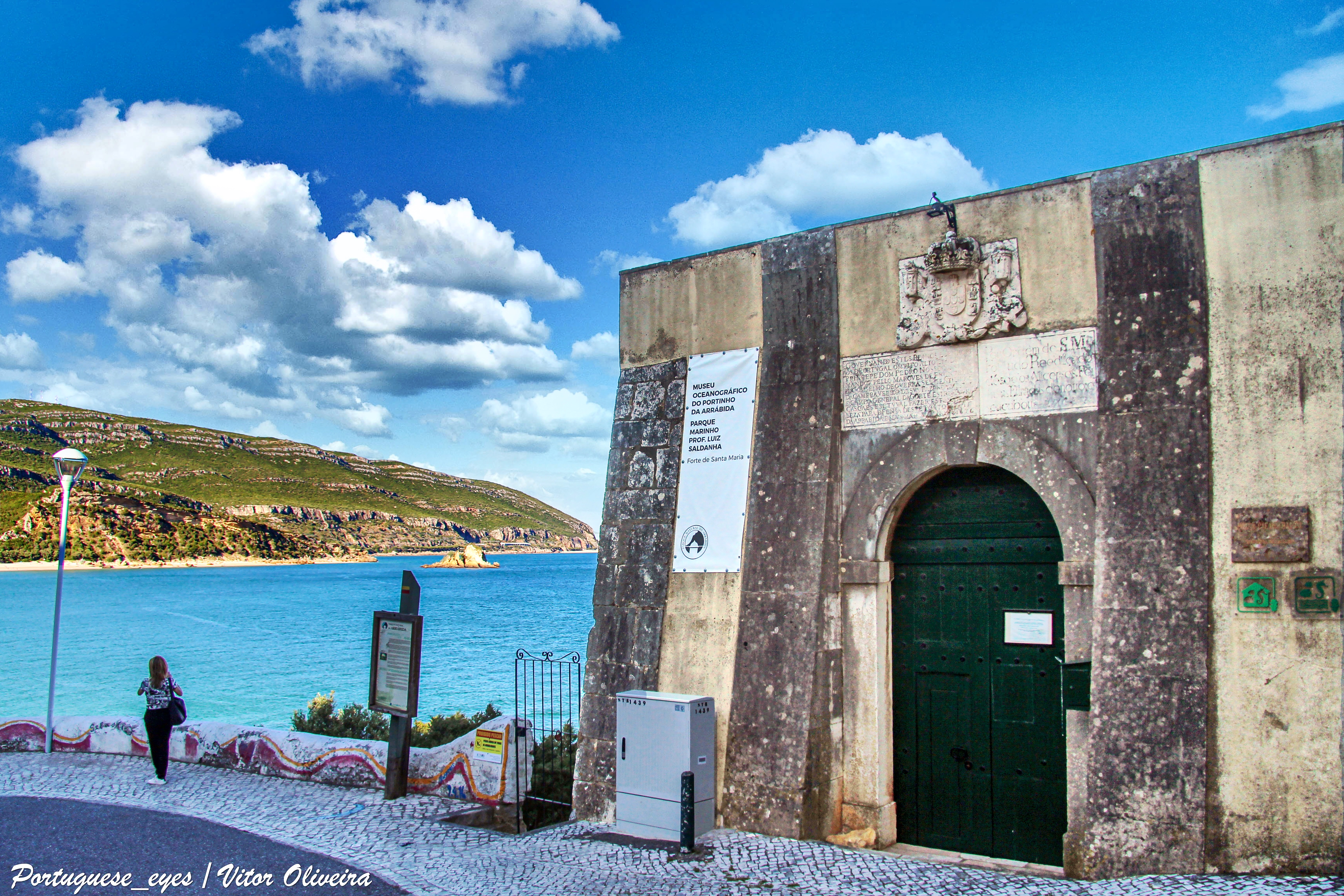
Fort de Santa Maria da Arrábida : porte d'armes.

Complétant la refonte complète de la stratégie défensive du royaume mise en œuvre à partir du règne de Jean IV (1640-1656), incluant la défense de la barre de Setúbal, cette fortification maritime ne fut commencée qu'entre 1670 et 1676, sous le règne de Pierre II (1667-1706), avec pour mission de défendre le petit port et le couvent d'Arrábida, haut lieu de pèlerinage. Ses travaux furent entièrement refaits sous Jean V (1706-1750), pour être considérés comme achevés en 1749, selon l'inscription épigraphique figurant sur une pierre tombale au-dessus de la Porte d'Armes :

« Gouvernant ces royaumes et seigneuries du Portugal, le très haut et puissant Pierre II, Notre Seigneur, par l'intermédiaire du Marquis de Fronteira, du Conseil de Guerre, son Gentilhomme de la Chambre, surveillant de son Trésor, Maître Général de Champ de la Cour, Estrémadure, Cascaes et Setúbal, [ordonna] la construction de cette forteresse pour défendre ce port et [bar] d'Arrábida et ses mers en l'an 1676. Par ordre de Sa Majesté, tout fut reconstruit depuis les fondations, les routes furent reconstruites et elle fut terminée en MDCCXLIX. »

Reconstruit à la fin du XVIIe siècle (1798), il fut en activité jusqu'au règne de Louis Ier (1861-1889), lorsque, compte tenu de la perte de sa fonction défensive due à l'évolution des moyens militaires et à l'abandon des installations du couvent, il fut désactivé.
Au début du XXe siècle, il fut loué à un particulier. À partir de 1932, les parents de Sebastião da Gama (pt) l'adaptèrent à la fonction de maison d'hôtes, fonction qu'il occupa jusqu'en 1976.

### Musée océanographique
À partir de 1978, le bien a été intégré au Parc naturel de l'Arrábida et a été considéré comme bien d'intérêt public. Depuis, d'importants travaux de consolidation et de restauration ont été réalisés, et le monument a été transformé en musée océanographique (1991), qui abrite un centre de biologie marine sur place. Une petite boutique vend des articles liés à la zone protégée du parc et propose du café aux visiteurs.

## Caractéristiques

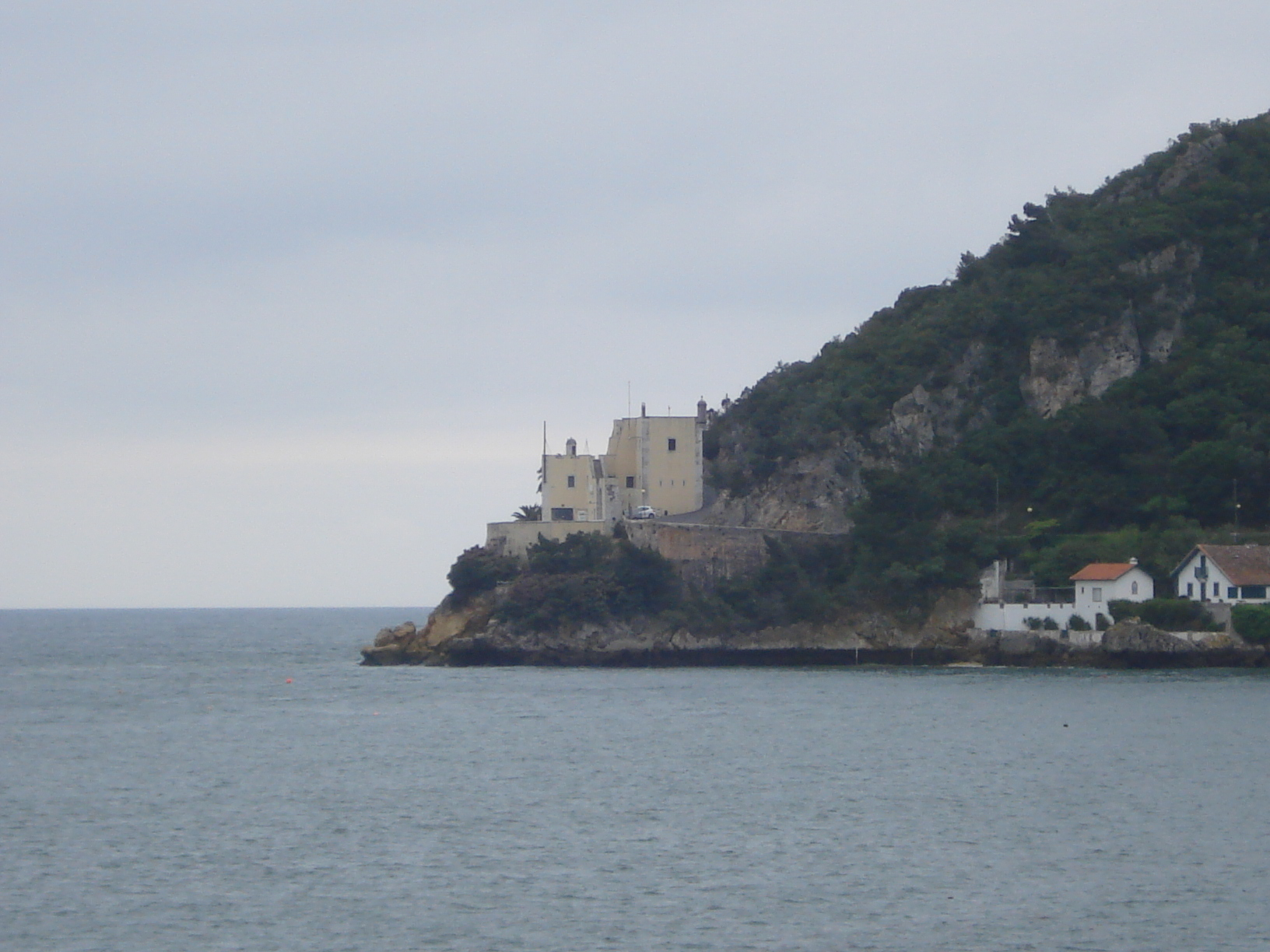
Fort vu depuis la plage du port d'Arrábida.

Petit fort maritime, il présente un plan polygonal organique, avec une batterie de terrassement hexagonale et quatre parapets côté mer. Les locaux de service ont été aujourd'hui réaménagés en salles d'exposition, d'aquarium et de vidéo.
Dans sa chapelle, on peut admirer une image expressive de Notre-Dame, en pierre de Lioz, d'apparence du XVIIe siècle.

## Galerie

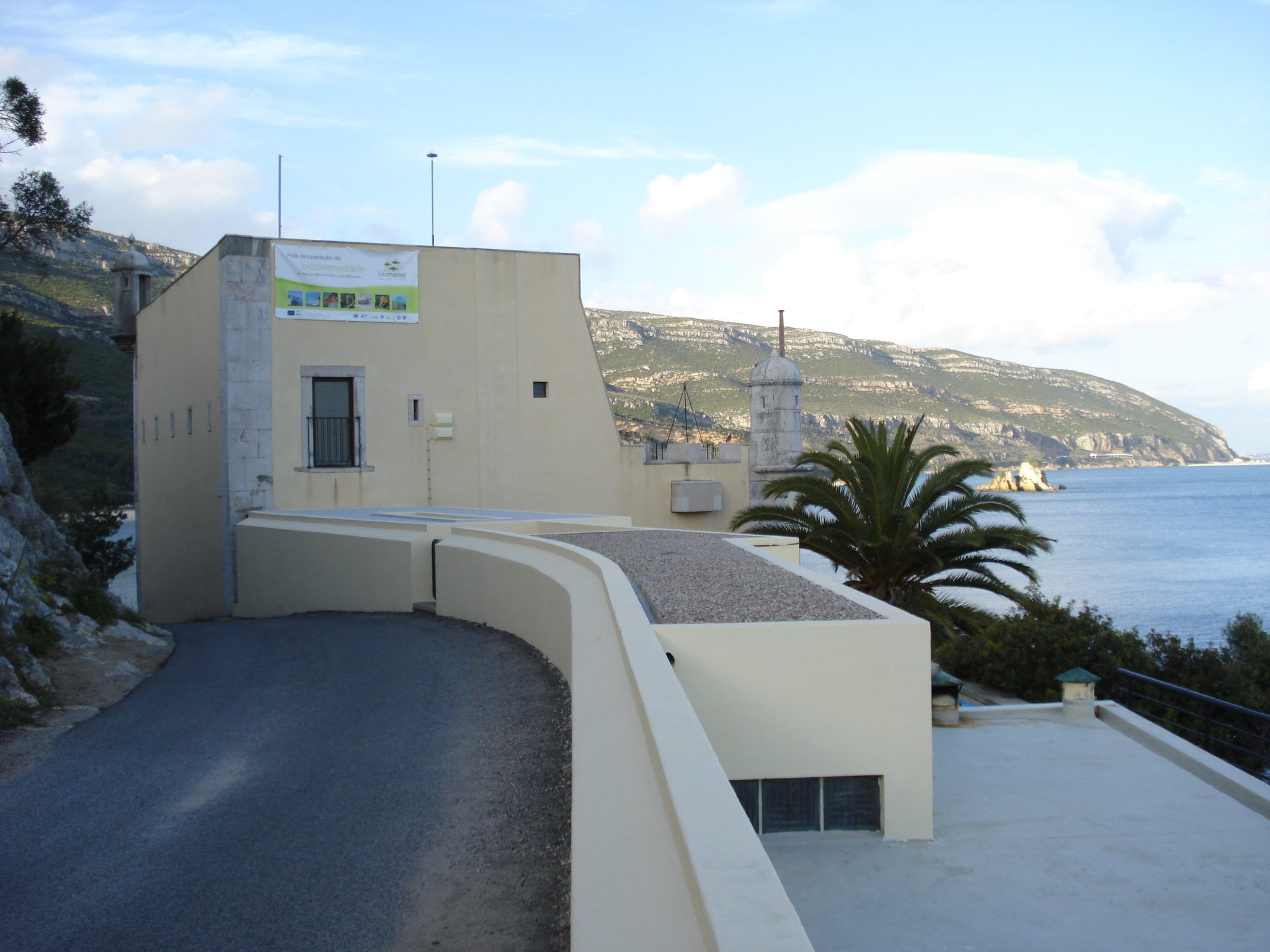
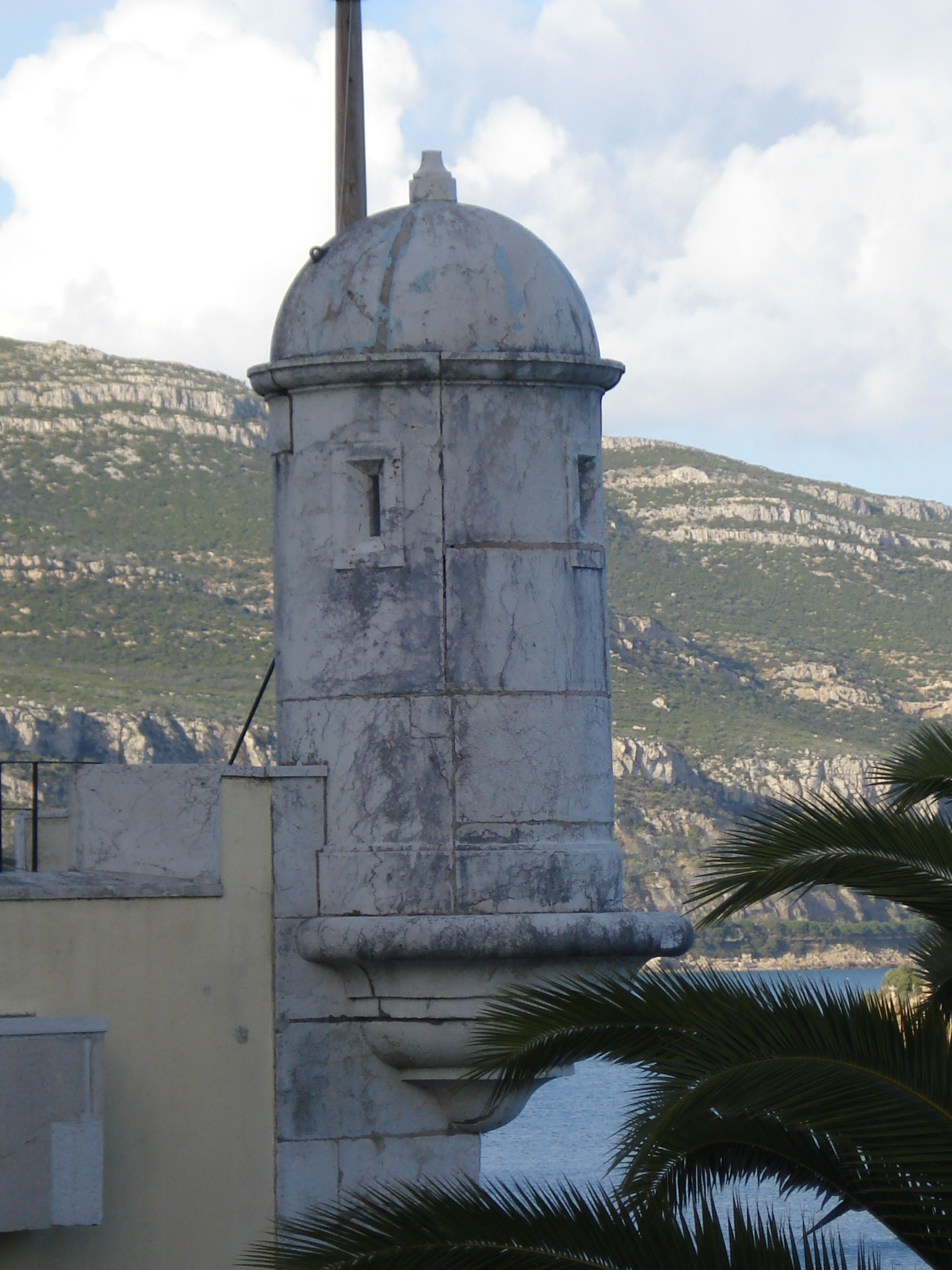
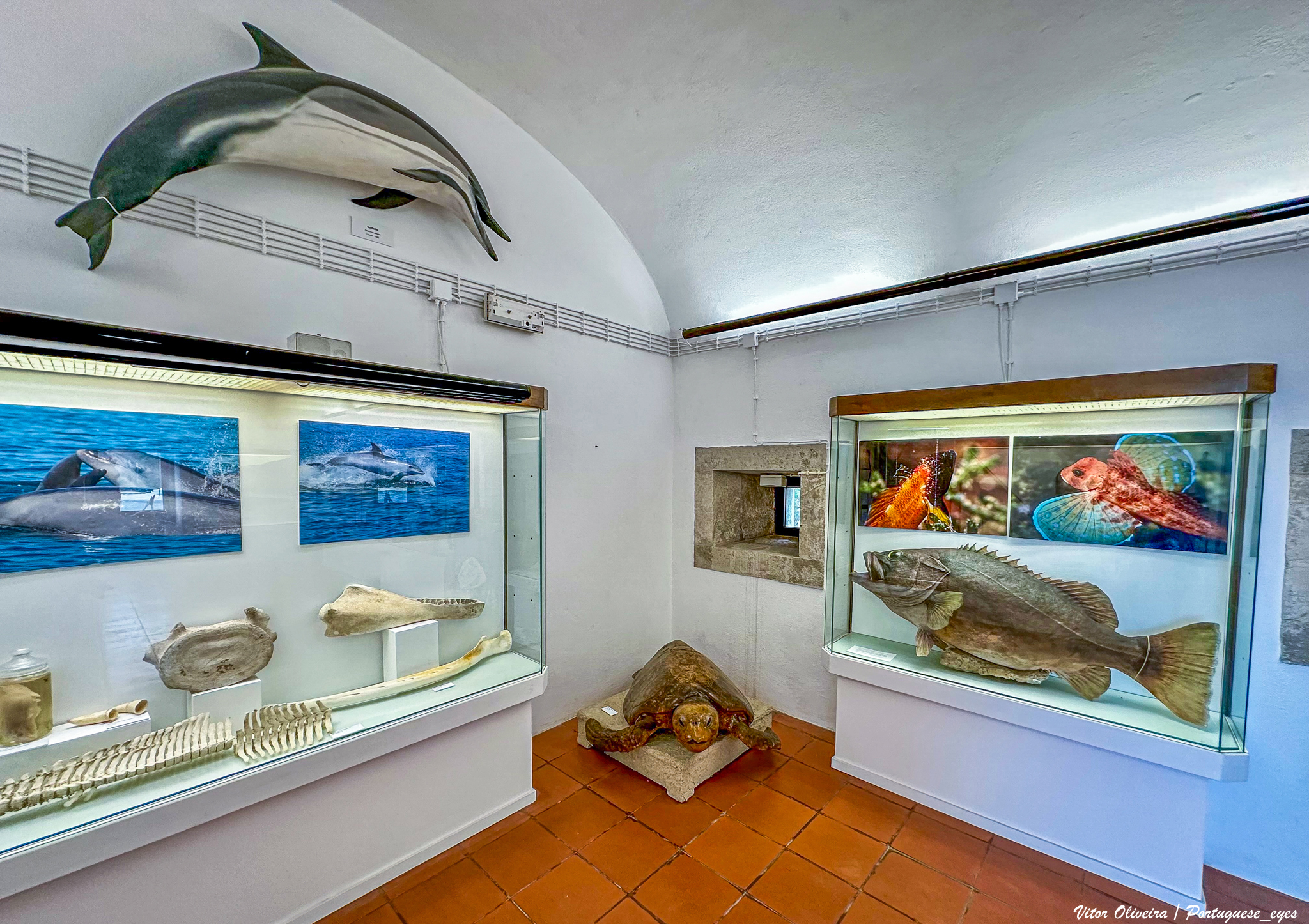
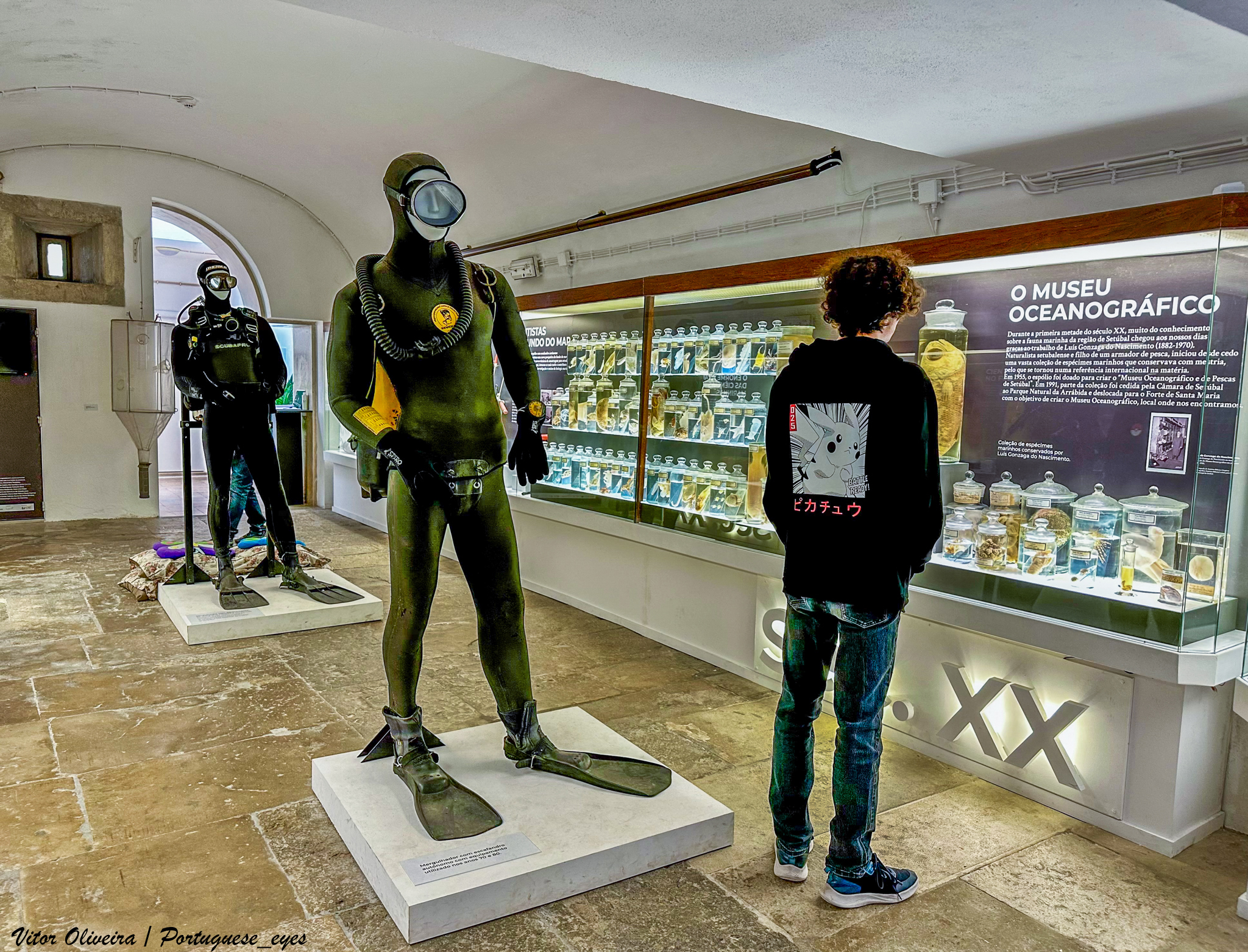